# Nymphon prolatum
Nymphon prolatum är en havsspindelart som beskrevs av Fage, L. 1942. Nymphon prolatum ingår i släktet Nymphon och familjen Nymphonidae. Inga underarter finns listade i Catalogue of Life.